# Крешо Ракић
Крешо Ракић (Метковић, 27. октобар 1919 — Раков Поток, код Загреба, почетак децембра 1941), учесник Народноослободилачке борбе и народни херој Југославије.

## Биографија
Рођен је 27. октобра 1919. године у Метковићу. Основну школу и два разреда гимназије завршио је у родном граду, након чега се 1932. године његова породица преселила у Загреб, где је завршио трећи и четврти разред гимназије. Године 1936, уписао је Средњу техничку школу (грађевински смер), коју је због болести завршио тек у пролеће 1941. године. Средња техничка школа, која је била под утицајем комуниста, утицала је на Крешино политичко опредељење. Године 1936, био је примљен за члана Савеза комунистичке омладине Југославије. У периоду од 1939. до 1941. године, допринео је учвршћењу и омасовљењу скојевске организације у Средњој техничкој школи. Био је оснивач културно-уметничког друштва „Техничар“. Тада је постао и члан Комунистичке партије Југославије.
После уласка окупатора у Загреб и проглашења Независне Државе Хрватске 1941, Крешо је већ крајем маја био један од организатора демонстрација средњошколске омладине против усташке националистичке политике. Био је и један од покретача и организатора растурања летака по школама и писања антифашистичких парола по Загребу. Убрзо је постао руководилац ударне групе, те организатор и извршилац неколико диверзантских акција по Загребу. Средином јула, учествовао је у организовању бега групе интернираца из логора Керестинец. Истог месеца, он и његова група запалили су стадион у Максимиру, чији је материјал био предвиђен за изградњу логора. Учествовао је, почетком августа, у акцији код Ботаничког врта, када је ударна група бомбама напала 28 усташа. У септембру је био један од нападача на немачки аутобус с војницима у Звонимировој улици. Поред планирања и извођења диверзантских акција, радио је и на упућивању нових бораца из Загреба у партизане.
Приликом једног састанка, 22. новембра 1941, на углу Кватерникова трга и Хајнзелове улице, ухапшен је са још четворицом другова и одведен у полицијску станицу. Након уласка у полицијску заграду, извукао је бомбу из џепа и покушао да је активира, али су га полицијаци оборили на под и у томе спречили. После тога је наредних дана био изложен бруталном мучењу и батинању, али ништа није признао. Почетком децембра, заједно са седамнаесторицом другова био је одведен на стрелиште код Ракова Потока у близини Загреба, где су стрељани.
Указом Президијума Народне скупштине Федеративне Народне Републике Југославије, 23. јула 1952. године, проглашен је за народног хероја.